# Venenkollaps
Als Venenkollaps wird in der Angiologie das Zusammenfallen von Venen bezeichnet.

## Ursachen
Die Ursache für einen Venenkollaps ist meist das fehlerhafte Setzen eines intravenösen Zugangs. Dabei können unter anderem die Verwendung einer stumpfen Injektionsnadel, ein zu schnelles Entfernen der Nadel oder eine falsche Injektionstechnik einen Venenkollaps hervorrufen. Die häufigste Ursache sind jedoch kontinuierliche Injektionen in dieselbe Vene über einen längeren Zeitraum, wie sie vor allem bei Drogenabhängigen praktiziert werden. Durch die ständige Verletzung der Vene kann deren Innenseite stark anschwellen und die Vene mit der Zeit komplett verschließen. Die Seiten der so verschlossenen Vene wachsen zusammen und die Vene kollabiert.
Die Halsvene kann auch als Folge eines Schocks kollabieren.

## Symptome
Häufige Symptome sind kalte Extremitäten durch den verminderten Blutfluss, stechende Schmerzen an der Injektionsstelle sowie eine bläulich bis schwarze Verfärbung der Haut. Außerdem kann Juckreiz am Injektionsort auftreten.